# Halde Hoppenbruch

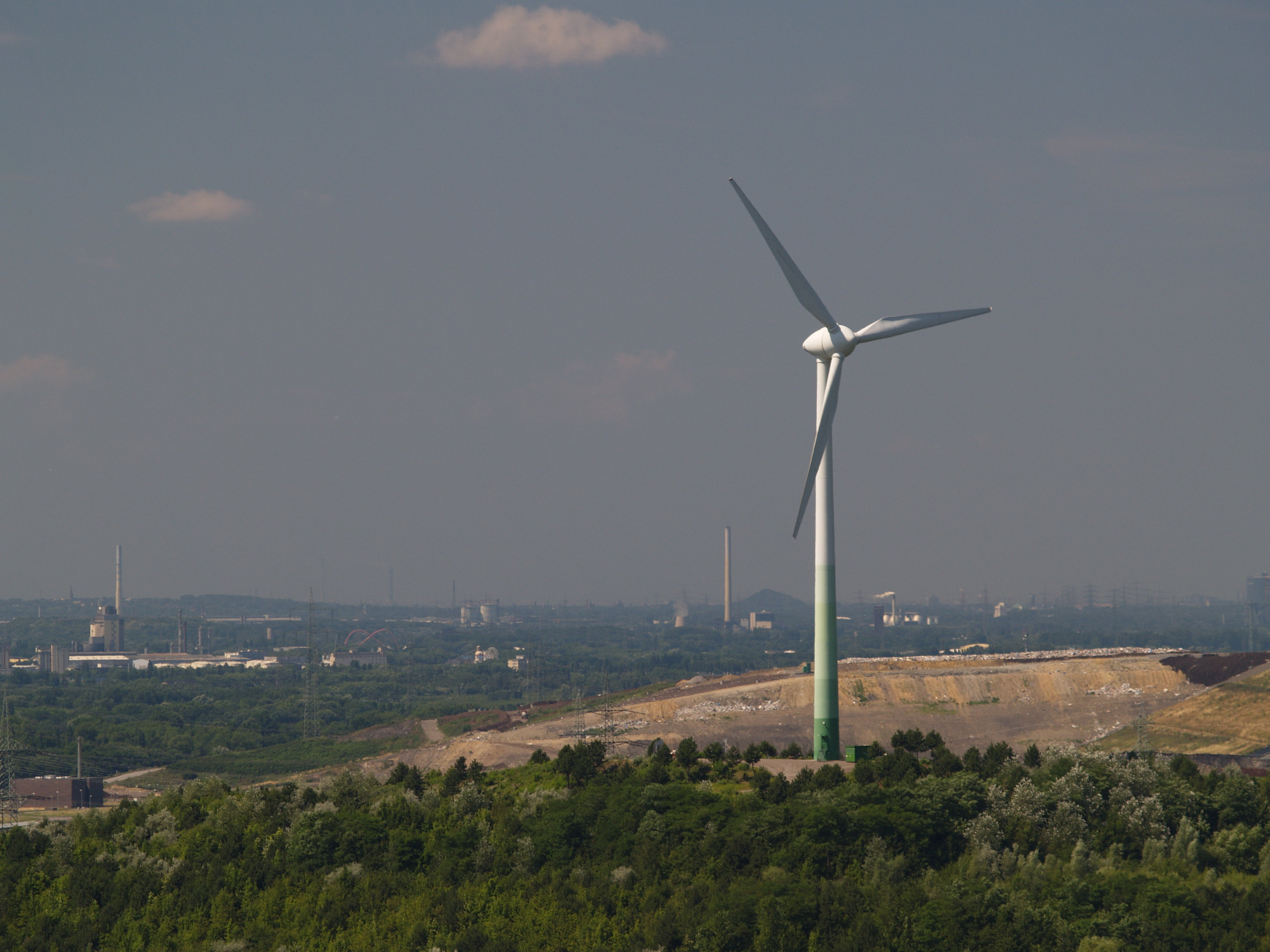
Halde Hoppenbruch mit Enercon E-66 von Halde Hoheward aus gesehen, dahinter die Deponie Emscherbruch und die Industriekulisse des Emschertals. 2016 wurde die Windkraftanlage durch ein neueres Modell ersetzt.

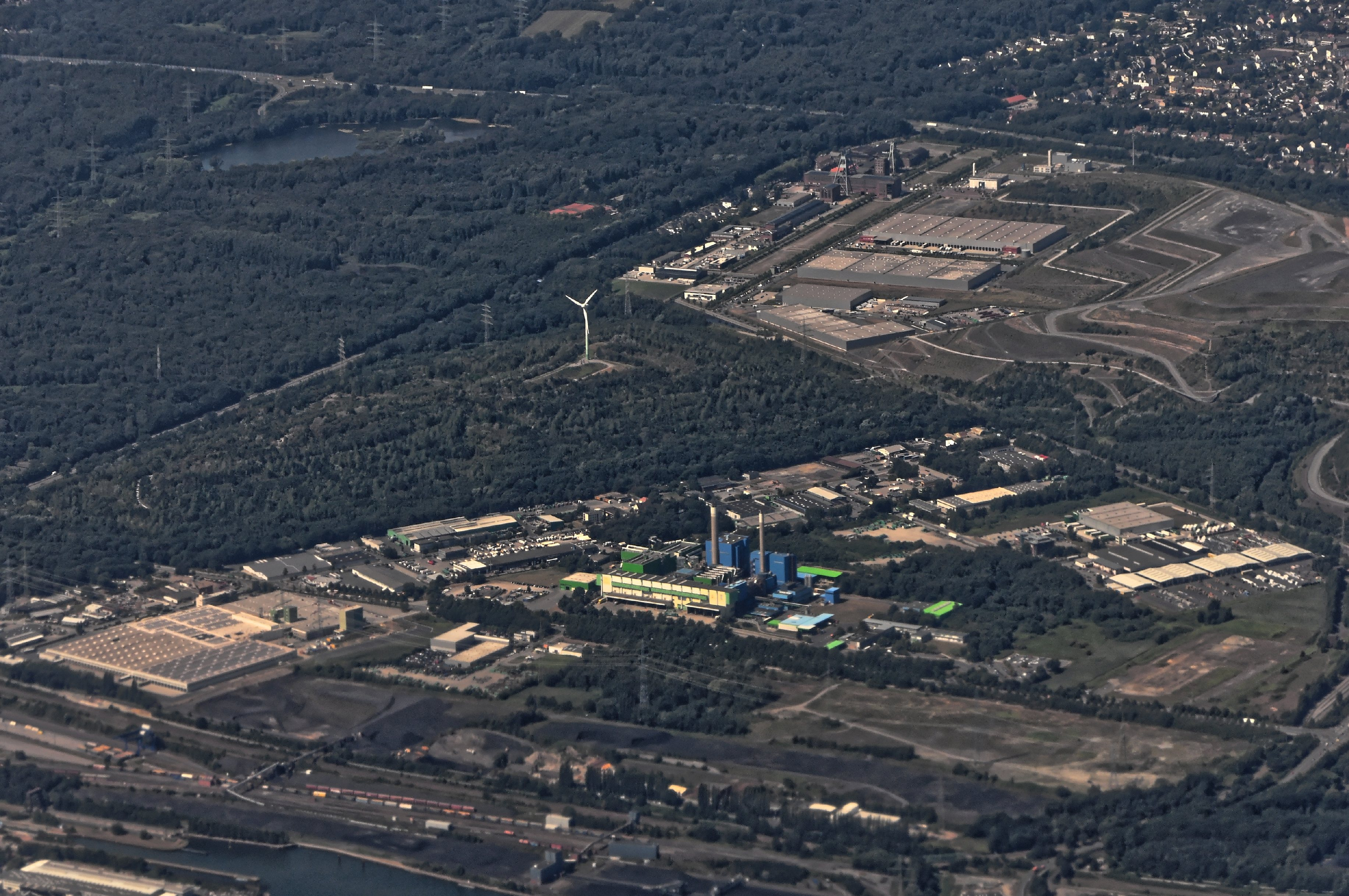
Die Halde von oben

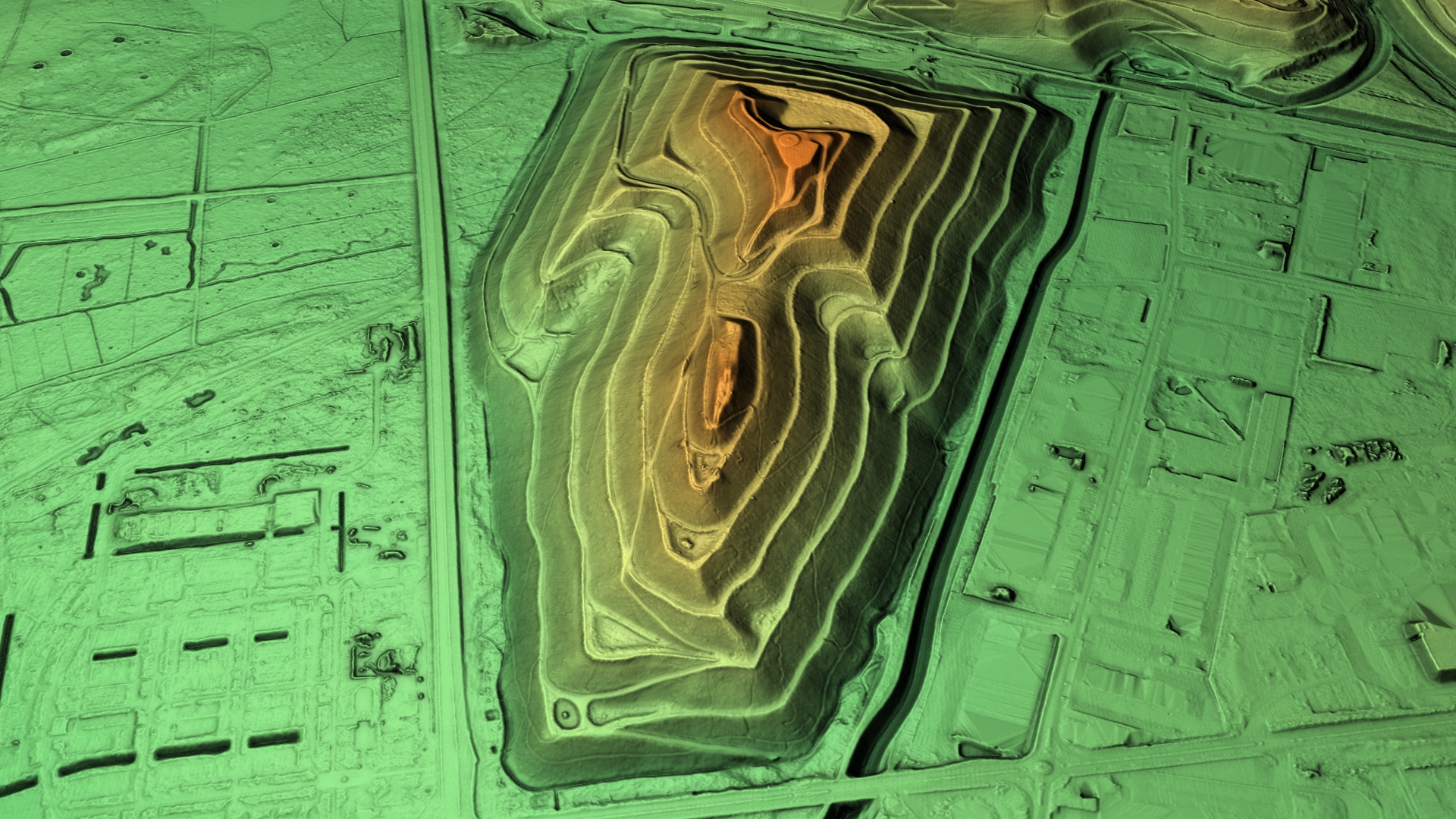
3D-Ansicht des digitalen Geländemodells

Die Halde Hoppenbruch ist eine Bergehalde an der Straße Im Emscherbruch in Herten. Sie entstand zwischen 1978 und 1992 aus Aufschüttungen der Zechen Ewald/Schlägel & Eisen und General Blumenthal/Haard und hat ein Volumen von 34 Millionen Tonnen bei einer Höhe von etwas mehr als 70 Metern über dem Umgebungsniveau. Ab 1983 war sie der Öffentlichkeit teilweise zugänglich, seit 1992 aus der Bergaufsicht entlassen und vollständig geöffnet. Von oben hat man einen weiten Blick über das Ruhrgebiet.
Die Halden Hoppenbruch und Hoheward zusammen gelten als die größte Haldenlandschaft des Ruhrgebiets.  Hoppenbruch und Hoheward sind gemeinsam ein großer Teil des Landschaftsparks Hoheward und auch eine Station der Route der Industriekultur.

## Beschreibung
Die Halde Hoppenbruch dient seit Umbaumaßnahmen als Naherholungsgebiet. Im Rahmen der Renaturierung wurden Schwarzkiefern angepflanzt und viele Serpentinenwege angelegt, die sich für Spaziergänge und Mountainbikefahrten eignen, darunter auch ein technisch anspruchsvoller Enduro-Rundkurs (rund 4400 Meter lang mit ca. 100 Metern Höhenunterschied) mit drei offiziellen Abfahrtstrecken. Diese sind öffentlich und werden durch einen ortsansässigen Radsportverein gepflegt und betrieben. Auf der Halde und dem naheliegenden Gelände der ehemaligen Zeche Ewald in Herten fanden 2009 der Vest Cup der Mountainbiker und Rennen zum NRW-Cup mit rund 400 Sportlern statt.
Landmarke der Halde ist eine Windenergieanlage. 1997 wurde dort eine Enercon E-66 mit einer Leistung von 1,5 MW errichtet, die 2016 im Rahmen des Repowering durch eine Enercon E-101 mit doppelt so hoher Nennleistung ersetzt wurde. Die E-66 erzeugte ca. 2,5 Mio. kWh pro Jahr; die E-101 erzeugt ca. 6,7 Mio. kWh. Die E-66 produzierte bis 2015 rund 43 Mio. kWh und sparte so Kohlenstoffdioxidemissionen in Höhe von 32.000 Tonnen ein.
Südlich davon befand sich der Skulpturengarten Windkraft. Die spiralförmig angeordneten Edelstahlelemente nahmen in Form und aufgebrachter Beschreibung verschiedene Windthemen auf: von der Entstehung (Windgeburt) über Märchen und Mythen bis hin zur Windnutzung für Schifffahrt und Stromgewinnung. Auch das hier betriebene Windrad wurde ausführlich beschrieben.

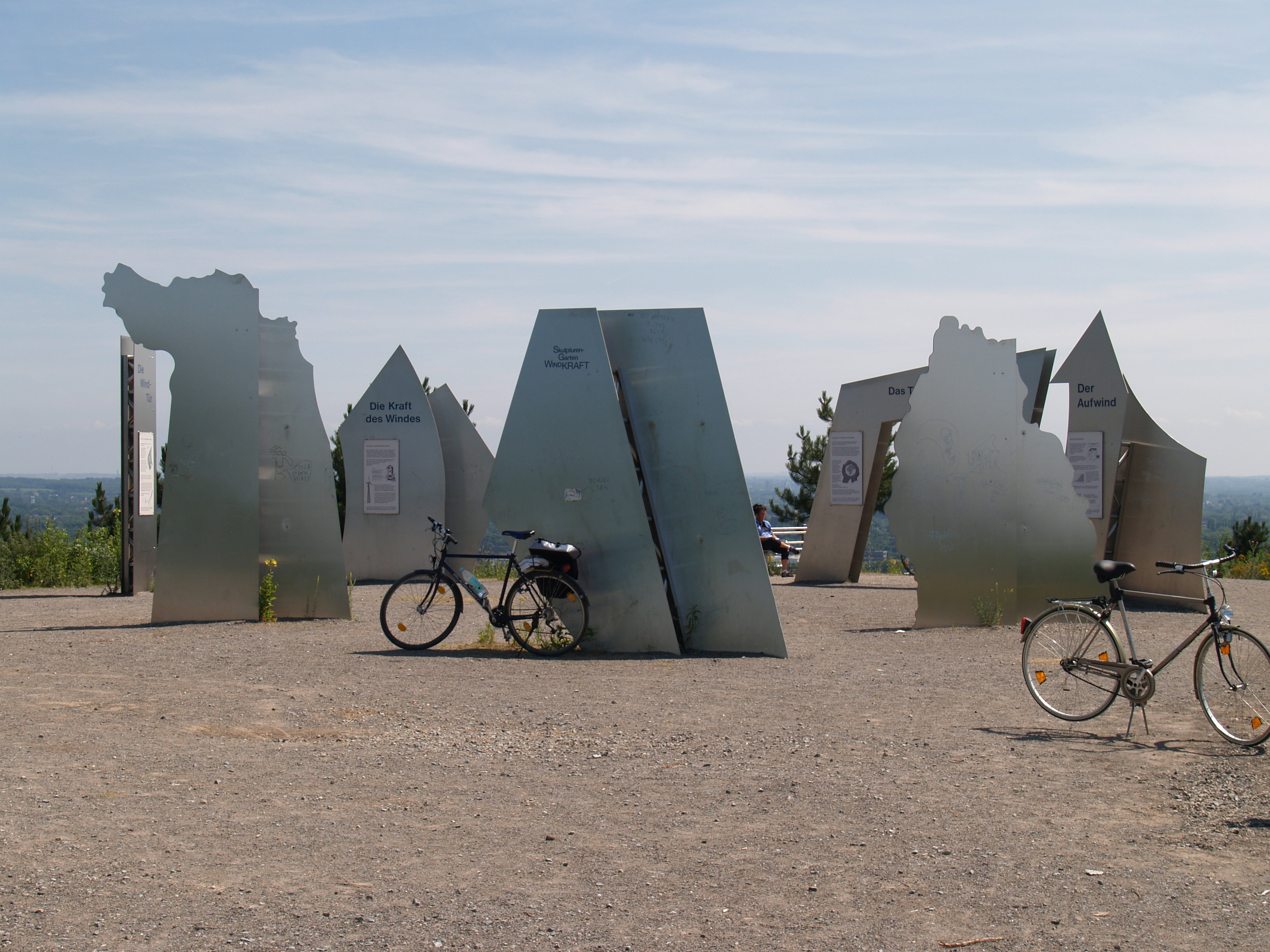
Die Edelstahlskulpturen auf der Haldenhöhe mit Erläuterungen zum Phänomen Windkraft (inzwischen (2022) abgebaut)
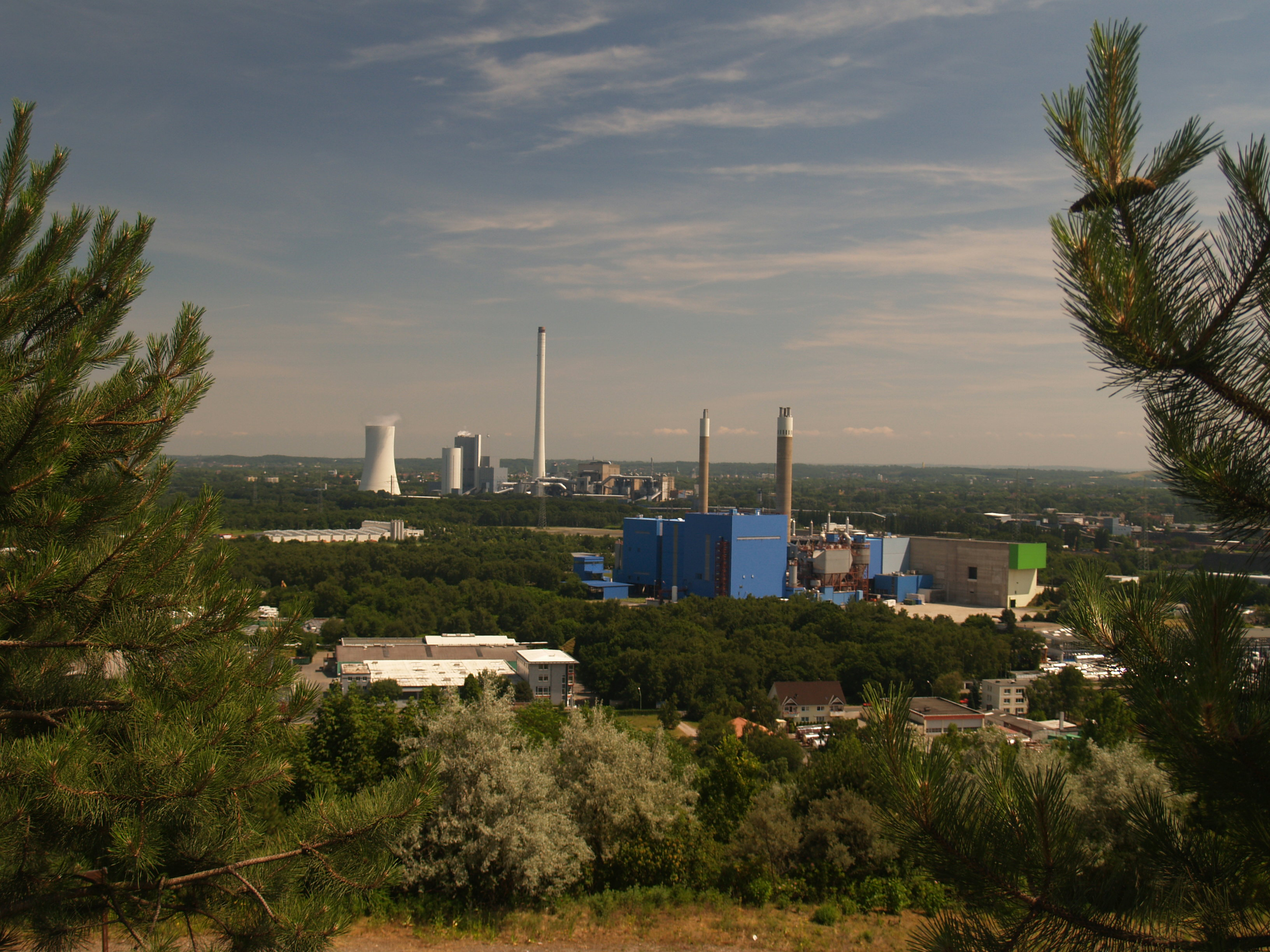
Blick von der Halde nach Südost mit dem RZR und dem Kraftwerk Herne der STEAG in Herne, dahinter die Innenstadt von Herne, am Horizont Bochum und die Ruhrtalhöhen
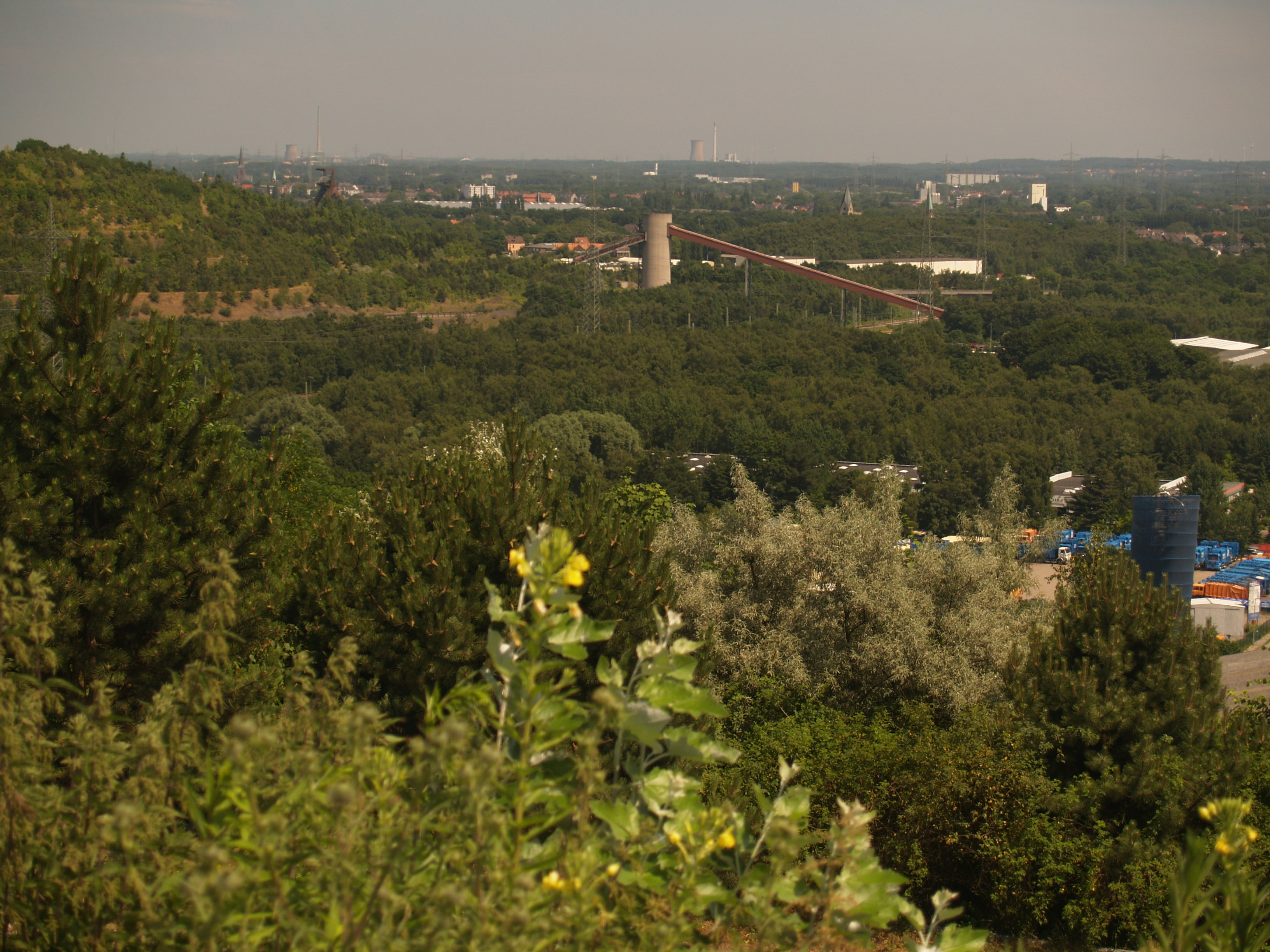
Blick in östliche Richtung über das Emschertal, links die Hohewardhalde mit Förderanlagen, dann Recklinghausen-Süd, mittig Kraftwerk Knepper in Dortmund, davor Castrop-Rauxel und Herne
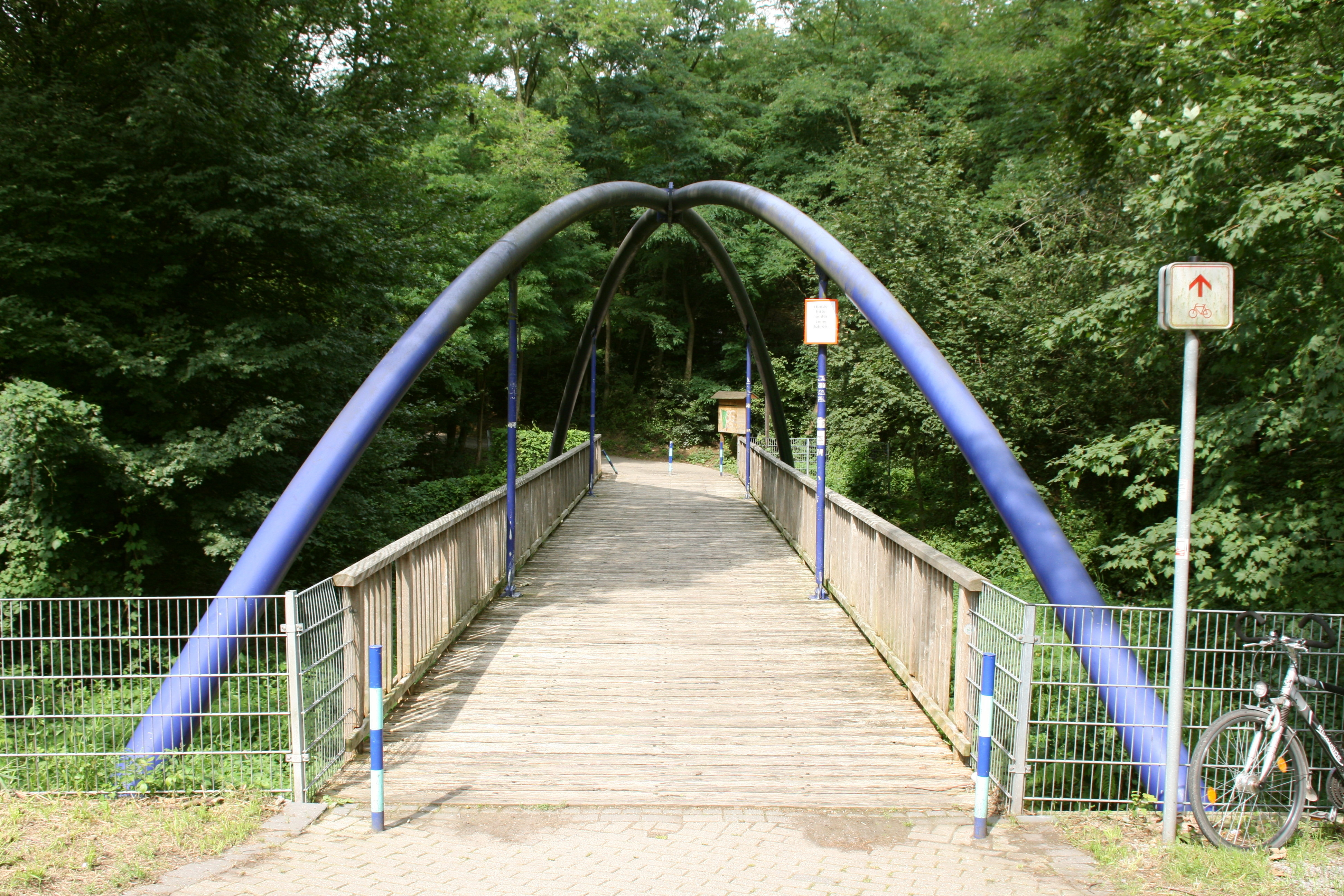
Brücke im Zugangsbereich zur Halde an der Straße Im Emscherbruch